# Pi-Ramesse
Pi-Ramesse (arabisch Qantir; altägyptisch Per-Ra-mes(i)-su-meri-Amun-pa-ka-aa-en-pa-Ra-Hor-achti) war eine unter Ramses II. um etwa 1278 v. Chr. erbaute Hauptstadt des Neuen Reichs des Alten Ägypten. Schon kurz nach dem Tod seines Vaters Sethos I. erklärte Ramses II. den im östlichen Nildelta etwa einen Kilometer westlich der älteren Hyksosstadt Auaris gelegenen Sommerpalast, der von seinem Vater erbaut wurde, zum Kern seiner neuen Hauptstadt.
Ramses III. änderte in seiner Regierungszeit den Stadtnamen von „Haus des Ramses II.“ in „Haus des Ramses III., Herrscher von Iunu, groß an Siegen“. Den neuzeitlichen Namen „Die Türkisfarbene“ erhielt die Stadt aufgrund der dort bei Ausgrabungen gefundenen türkisfarbenen Kacheln.
Nach alttestamentlicher Überlieferung war רַעַמְסֵס [raʕam'ses] einer der Orte, in denen Ereignisse des Auszugs aus Ägypten stattfanden (Ex 1,11 ; 12,37 ; Num 33,3.5 ). Die nachmaligen Israeliten sollen bei dem Bau dieser „Vorratsstadt“ zum Frondienst gezwungen worden sein. Von dort ausgehend seien sie später aus Ägypten ausgezogen.

## Pi-Ramesse

### Lage und Ausdehnung
Pi-Ramesse befindet sich am östlichen Rand des Nildeltas, im heutigen Gouvernement Asch-Scharqiyya. Es wurde zwischen dem pelusischen Nilarm und dem Entwässerungssystem des Bahr el-Baqar angelegt. Zur Zeit seiner größten Ausdehnung umfasste das Stadtgebiet – inklusive Wasser- und landwirtschaftlich genutzter Flächen sowie sonstiger Wirtschaftsräume – bis zu 30 km². Das Stadtzentrum befand sich im Bereich des modernen Ortes Qantir.

### Die Stadt
Der Grundriss der Stadt ist bislang, bedingt durch die großen Zerstörungen, sowohl in antiker Zeit als auch in der Moderne, nur teilweise geklärt. Die altägyptischen Quellen zeigen, dass die Stadt offensichtlich den alten Hauptstädten Theben und Memphis an Pracht und Größe entsprechen sollte.
Pi-Ramesse soll nicht nur eine schöne Stadt gewesen sein, sondern auch von militärischer Wichtigkeit, wie Funde von Werkstätten der Waffenschmiede, Pferdeställen und Kasernen nahelegen. Die Lage im östlichen Nil-Delta machte es dem ägyptischen Heer sehr einfach, über den sogenannten Horusweg schnell in die Levante zu gelangen. Zwischen dem pelusischen Nilarm und den Feuchtgebieten des Bahr el-Baqar gelegen war die Stadt selbst gut gegen Angriffe geschützt. Der pelusische Nilarm war darüber hinaus ein vorzüglicher Transportweg, sowohl zum Mittelmeer hin als auch nach Ägypten hinein.
Auaris, die Hauptstadt der vorhergehenden Hyksoszeit, liegt unweit südlich auf der anderen Seite des pelusischen Nils, verwuchs teilweise mit der neuen Hauptstadt (insbesondere der Seth-Tempel), und ihr Hafen wurde weiterverwendet, sonst verfiel es aber und diente als Nekropole von Pi-Ramesse.

### Pi-Ramesse unter Ramses III.
Der Papyrus Anastasi II verweist auf die Zeit unter Ramses III.:

„Seine Majestät (Ramses III.) hat sich ein Schloss gebaut, ‚Groß an Siegen‘ ist sein Name. Es liegt zwischen Retjenu und Tameri, voll von Nahrung und Speise. Es ist gemacht nach der Art des Iunu von Month und seine Dauer ist wie die von Hut-ka-Ptah. Die Sonne geht auf in seinen beiden Lichtbergen, sie geht unter in seinem Inneren. Alle Leute verlassen ihre Städte und siedeln sich in seinem Bezirk an. Sein Westen ist ein Tempel des Amun, sein Süden ein Tempel des Seth. Astarte befindet sich in seinem Osten und Uto in seinem Norden. Das Schloss, das darin liegt, das ist wie die beiden Lichtberge des Himmels. Ramses II. ist in ihm als Gott, ‚Month in den Beiden Ländern‘ als Berichterstatter, ‚Sonne, der Herrscher‘ als Wesir, der Ägypten freundlich gesinnt ist. ‚Geliebt von Atum‘ als Fürst und das ganze Land steigt hinab zu seinem Wohnsitz.“

Der Ramsespalast liegt aber wohl direkt unter dem modernen Qantir und ist, so wie das ganze Stadtzentrum, nicht erschließbar. Gut dokumentiert sind aber durch Magnetmessungen der umfangreiche Haupttempel (der wohl etwa dem Tempel von Abydos glich), das planmäßig angelegte, südwestliche Villenviertel am Nilarm und die wildgewachsenen Kleinhaus-Siedlungen im Osten der Stadt, soweit diese Bereiche Ackerland sind.

### Das Ende von Pi-Ramesse und der Umzug nach Tanis
Am Ende der 20. Dynastie, etwa um 1110 v. Chr., wurde die Stadt aufgegeben. Vermutlich war dies durch die Verlandung des pelusischen Nilarms bedingt. Mit dem Umzug in das 30 km entfernte Tanis war der Transport von zahlreichen Monumenten aus Pi-Ramesse verbunden, was dazu führte, dass aufgrund der zahlreichen Inschriften zunächst Tanis mit der Ramses-Stadt identifiziert wurde.
In der folgenden Zeit gerieten die Stadt und ihr Name allmählich in Vergessenheit. Seit der 21. Dynastie dienten die großen Gebäude der Stadt offensichtlich als Steinbruch.

## Heutige Überreste und Ausgrabungen

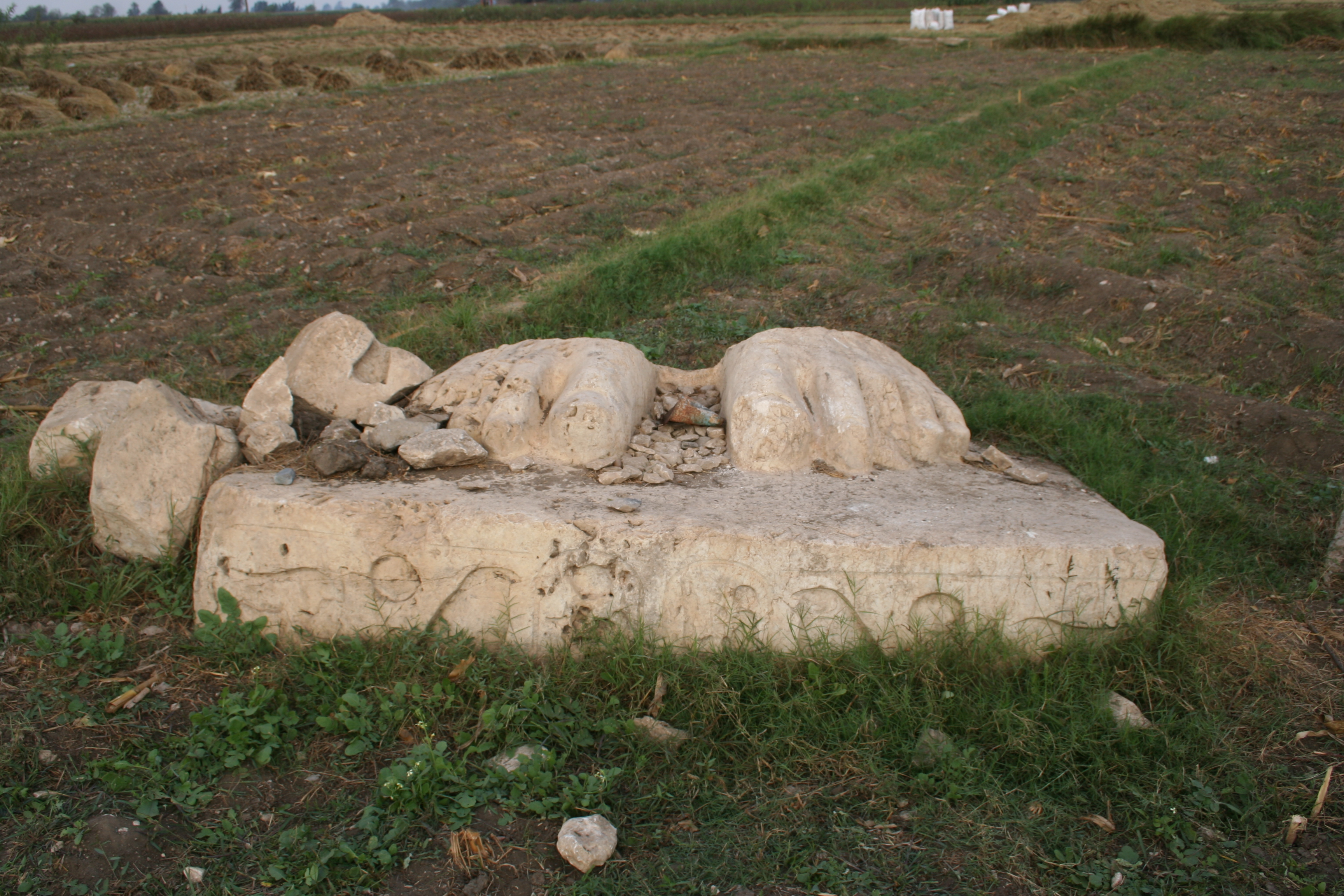
Füße und Sockel einer Kolossalstatue Ramses’ II. auf dem Tell Abu Shafei bei Qantir

Durch die umfangreiche Zerstörung der Stadt bereits in der Antike ist heute kaum noch etwas von ihr erhalten. Noch im 19. Jahrhundert waren Reste einiger Tells zu sehen, die mittlerweile fast verschwunden sind. Heute sind lediglich die Basis einer ursprünglich etwa 10 m hohen Sitzstatue Ramses’ II. und eine große Säulenbasis aus Granit vor Ort zu sehen. Im benachbarten Dorf Samana befindet sich ein Brunnen Ramses’ II.
Seit dem späten 19. Jahrhundert wurden die antiken Hinterlassenschaften der Gegend um Qantir bemerkt und untersucht. Seit den Entdeckungen einer großen Menge von Fayencekacheln, die am ehesten denjenigen des Tempelpalastes von Medinet Habu entsprechen, war Qantir als Platz der ramessidischen Hauptstadt Pi-Ramesse im Gespräch. Seit dem wegweisenden Artikel Labib Habachis aus dem Jahr 1954 begann sich diese Ansicht innerhalb der Fachwelt zu verbreiten, bis sie schließlich in den 1970er Jahren, den Arbeiten von Manfred Bietak folgend, zur allgemein anerkannten Lehrmeinung wurde. Somit wurde Tanis abgelöst, das zuvor häufig mit Pi-Ramesse in Verbindung gebracht worden war, besonders von dem französischen Archäologen Pierre Montet, der in Tanis ausgegraben hatte.
In Qantir graben seit 1980 Archäologen des Hildesheimer Roemer- und Pelizaeus-Museums unter der Leitung von Edgar B. Pusch in Kooperation mit dem Team des Österreichischen Archäologischen Instituts, das damals (1966–2009) unter der Leitung von Manfred Bietak und seither von Irene Forstner-Müller im wenige Kilometer südlich gelegenen Tell el-Dab'a, dem antiken Auaris, der Hauptstadt der Hyksos, gräbt. Frühe Forschungen wurden in den 60er bis 80er Jahren von Manfred Bietak und Josef Dorner durchgeführt.
Eine besondere Pionierleistung war die Anwendung geomagnetischer Untersuchungsmethoden, bei der beeindruckende Bilder der unterirdischen Ruinen entstanden.

## Zur Identifizierung mit dem biblischen Ramses
Die Lokalisierung des biblischen Ortsnamens Ramses spielt unter anderem in der historischen Exodus-Forschung eine wichtige Rolle.
Beim „Land Ramses“ (Gen 47,11), das Josef der nach Ägypten einwandernden Familie Jakobs zuweist, dürfte es sich um das Gebiet einer Stadt Ramses’ handeln. Die Israeliten müssen in der „Vorratsstadt“ Ramses’ Frondienst leisten (Ex 1,11) und brechen von dort zum Auszug aus Ägypten auf (Ex 12,37; Num 33,3.5). Die alttestamentlichen Hinweise deuten auf eine altägyptische Stadt im östlichen Nildelta hin. Es gab zwar mehrere Orte in Ägypten, die Ramsesstadt genannt wurden, die alttestamentliche Ortsbezeichnung wird jedoch meistens mit der Residenzstadt der ramessidischen Pharaonen gleichgesetzt.
Der Ortsname „Ramses“ (in Ex 1,11 raˁamses, in 12,37 raˁmˁses geschrieben) ist wahrscheinlich eine Kurzform des Namens Pi-Ramesse. So konnte Alan H. Gardiner zeigen, dass das „Pi-“ oder „Per-“ im Altägyptischen ausgelassen werden konnte, wenn der Ortsname zusammen mit p3-dmi („die Stadt“) oder n3y („diejenigen aus“) stand, womit das übrig gebliebene „Ramesse“ fast identisch ist mit dem biblischen Raamses/Ramesse. Da mehrere Bibelstellen den Wohnbereich der „Kinder Israels“ in der Nähe des Palastes und eines Verwaltungszentrums angeben, kann nach Manfred Bietak nur die berühmte Residenz Pi-Ramesse gemeint sein.
Gegen eine Identifikation von Ramses mit Pi-Ramesse spricht sich Donald B. Redford aus. So weise das fehlende „Pi-“ oder „Per-“ im biblischen Text darauf hin, dass nicht auf Pi-Ramesse Bezug genommen werde, sondern auf einen der vielen anderen Ortsnamen, die mit dem Namen Ramses konstruiert wurden. Van Seters schlug vor, dass der Name Raamses/Ramesse von einer der vielen Kultstätten stammte, die seiner Meinung nach im 1. Jahrtausend v. Chr. im Delta für die Götter von Ramses aus Pi-Ramesse existierten. Nach Bietak gab es allerdings keine Belege für solche Kulte, abgesehen von Bubastis und Tanis während des 4. und 3. Jahrhundert v. Chr.
Insbesondere wird jedoch auch durch eine zeitliche Einordnung der Exodusgeschichte durch den Tanach auf etwa 1450 v. Chr. ein Bezug zwischen „Raamses“ und den Ramessiden, die weit mehr als 100 Jahre später datieren, zu einem Anachronismus. Da nach Gardiner aber kein Beleg für eine andere Stadt ähnlichen Namens auf ägyptischen Monumenten existiert, muss Raamses zunächst genau wie Pithom als postuliert, jedoch nicht historisch belegt gelten.
Die ältere Forschung identifizierte das biblische Ramses mit dem Fundort Tanis/Ṣān al-Ḥaǧar, das im alten Israel spätestens seit dem 8. Jh. v. Chr. unter dem Namen צֹעַן [t͡soˁan] bekannt war (Jes 19,11-13 ; Jes 30,4 ; Ez 30,14 ). In Ps 78,12-43  werden sogar die Exodusereignisse in den „Gefilden Zoans“ lokalisiert. Das ist jedoch darauf zurückzuführen, dass die archäologischen Reste aus der Ramessidenzeit sekundär in Tanis/Zoan verbaut wurden. Detlef Jerike hält es dennoch für möglich, „dass sich die alttestamentlichen Autoren auf Verhältnisse ab der Mitte des 1. Jt. v. Chr. bezogen, als Tanis/Zoan auch in Ägypten mit der Deltaresidenz der Ramessiden identifiziert wurde und sich in Tanis und in dem ca. 45 km südwestlich von Qantir gelegenen Ort Boubastis/Tell el-Basta sogenannte Sekundärkulte in Anlehnung an die alten Kulte der historischen Ramsesstadt herausbildeten.“
Des Weiteren deutet für Jericke die Verwendung der Kurzform Raamses/Ramesse darauf hin, dass die alttestamentlichen Autoren keine genaue Kenntnis über Art und Lage der Ramsesstadt des 13./12. Jh. v. Chr. hatten. Auch die Bezeichnung als „Vorratsstadt“ könnte ein Indiz dafür sein, dass hier eine alte Erinnerung vorliegt, denn diese Kategorie ist für eine Metropole wie Pi-Ramesse eher unpassend.

### Ältere Grabungen
- Mahmud Hamza: Excavations of the Department of Antiquities at Qantîr (Faqûs District). Season, May 21st – July 7th, 1928. In: Annales du Service des Antiquites de l'Egypte. Band 30, 1930, ISSN 1687-1510, S. 31–68.
- Shehata Adam: Recent Discoveries in the Eastern Delta (Dec. 1950 – May 1955). In: Annales du Service des Antiquités de l'Egypte (ASAE). Band 55, 1957, ISSN 1687-1510, S. 301–324, besonders S. 318–324.
- Labib Habachi: Khatâ'na – Qantîr: Importance. In: Annales du Service des Antiquités de l'Egypte. Band 52, 1954, S. 443–562.
- Labib Habachi: Tell el-Dab'a and Qantir: The site and its connection with Avaris and Piramesse (= Tell El-Dab'a. Band 1 = Untersuchungen der Zweigstelle Kairo des Österreichischen Archäologischen Institutes. Band 2 = Österreichische Akademie der Wissenschaften. Denkschriften der Gesamtakademie. Band 23). Verlag der Österreichischen Akademie der Wissenschaften, Wien 2001, ISBN 3-7001-2986-6.

## Dokumentationen
- Aufgedeckt – Rätsel der Geschichte: Die Verlorene Stadt der Pharaonen. TV-Dokumentation in HD von Simon Chu, GB 2016 (BBC), Deutschen Synchronfassung ZDF 2016. Mitwirkende: Chris Naunton – Ägyptologe, Manfred Bietak − Ägyptologe, Henning Franzmeier, Edgar Pusch – Archäologe, Francois Leclére – Archäologe, Daniel Bonn – Physiker. Themen u. a. Bronze-Gießerei und Transport nach Tanis.
- Versunkene Metropolen: Operation Piramesse – Ramses verschollene Megacity. TV-Dokumentation von Mark Everest, 45 Min. ZDFinfo Terra X, abgerufen am 1. Februar 2022 (Deutsche Synchronfassung ZDF 2007. Mitwirkende: Manfred Bietak – Ägyptologe, Edgar Pusch – Archäologe).
- Lost Cities of the Ancients: The Vanished Capital of the Pharaoh. TV-Dokumentation, 58 Min., Produktion: BBC/National Geographic, 2006.